# Neonauclea wenzelii
Neonauclea wenzelii là một loài thực vật có hoa trong họ Thiến thảo. Loài này được (Merr.) Merr. mô tả khoa học đầu tiên năm 1915.